# Хакубма-Гот-Спрінгс (Каліфорнія)
Хакубма-Гот-Спрінгс (англ. Jacumba Hot Springs) — переписна місцевість (CDP) в США, в окрузі Сан-Дієго штату Каліфорнія. Населення — 540 осіб (2020).

## Географія
Хакубма-Гот-Спрінгс розташована за координатами 32°38′11″ пн. ш. 116°11′27″ зх. д. / 32.63639° пн. ш. 116.19083° зх. д. (32.636477, -116.190706).  За даними Бюро перепису населення США в 2010 році переписна місцевість мала площу 15,87 км², з яких 15,85 км² — суходіл та 0,02 км² — водойми.

## Демографія
Згідно з переписом 2010 року, у переписній місцевості мешкала 561 особа в 216 домогосподарствах у складі 128 родин. Густота населення становила 35 осіб/км².  Було 294 помешкання (19/км²).
Расовий склад населення:
| - 69,3 % — білих - 2,7 % — корінних американців - 1,1 % — азіатів - 0,7 % — чорних або афроамериканців - 20,3 % — осіб інших рас |

До двох чи більше рас належало 5,9 %. Частка іспаномовних становила 36,9 % від усіх жителів.
За віковим діапазоном населення розподілялося таким чином: 25,1 % — особи молодші 18 років, 60,8 % — особи у віці 18—64 років, 14,1 % — особи у віці 65 років та старші. Медіана віку мешканця становила 39,9 року. На 100 осіб жіночої статі у переписній місцевості припадало 101,8 чоловіків;  на 100 жінок у віці від 18 років та старших — 102,9 чоловіків також старших 18 років.
Цивільне працевлаштоване населення становило 0 осіб. 